# Вградена система
Вградена система (на английски: Embedded system) е специално проектирана система, при която компютърът е вграден в самото устройство, което управлява. Думата embedded (вградена) идва от факта, че те най-често са съставна част от друга по-голяма система (вграждаща система – embedding) или са неразделна част от управляваното устройство.
Освен вградени се среща и понятието автономни системи, като смисълът на двете понятия е следният:
- вградени означава специализирани, осъществяващи само една или няколко свързани функции
- автономни означава системи без потребителски и междумашинен интерфейс и с автономно захранване

За разлика от персоналните компютри, тези системи изпълняват само една или сравнително ограничен брой предварително дефинирани задачи, обикновено с по-ограничени изисквания. Понеже системата е предназначена за специфична задача, то проектантът може да я оптимизира – да намали размера и цената на продукта. Вградените системи обикновено са за масово или едросерийно производство – така ефектът от снижението на себестойността им може многократно да се мултиплицира.
Тези системи се използват в различни области на човешката дейност: в битовата електроника почти всички съвременни уреди имат вградено компютърно управление, от портативни устройства – от MP3 плейър до перални и хладилници; в промишлената електроника и транспорта вградени системи има в големи стационарни инсталации, в автоматизираните системи за управление на светофари, товарни потоци и индустриални контролери.
Във високотехнологичните общества се изгражда инфраструктура от системи за наблюдение и контрол в най-различни области: комуникации, банкиране, сигурност и охрана, енергетика, пожарна безопасност и др., която може да покрива големи географски райони – градове, области, континенти.
Възможно е в една вграждаща система да съществуват повече от една вградена системи.
- пример за самостоятелна вградена система: Пералня
- примери за много вградени системи в една вграждаща система: Автомобил, Система за домашно кино
- пример за самостоятелна система: Мрежови рутер